# Ronde van de Alpen 2017
De 41e editie van de wielerwedstrijd Ronde van de Alpen (voorheen Ronde van Trentino) vond plaats in 2017 van 17 tot en met 21 april. De ronde voerde door de Euregio Tirol-Zuid-Tirol-Trentino. De start was in Kufstein, de finish in Trento. De ronde maakte deel uit van de UCI Europe Tour 2017, in de categorie 2.HC. In 2016 won de Spanjaard Mikel Landa. Dit jaar won de Brit Geraint Thomas.
| WorldTour         | (Pro)Continentaal             | Nationaal |
| ----------------- | ----------------------------- | --------- |
| AG2R La Mondiale  | Androni Giocattoli-Sidermec   | Italië    |
| Astana            | Aqua Blue Sport               |           |
| BMC Racing Team   | Bardiani CSF                  |           |
| BORA-hansgrohe    | Caja Rural-Seguros RGA        |           |
| Cannondale-Drapac | Gazprom-RusVelo               |           |
| FDJ               | Nippo-Vini Fantini            |           |
| Team Sky          | Wilier Triestina-Selle Italia |           |
|                   | Bike Aid                      |           |
|                   | Sangemini-MG.K Vis            |           |
|                   | Tirol Cycling Team            |           |

## Etappe-overzicht
| etappe    | datum    | start      | finish                | type      | afstand  | winnaar          | klassementsleider |
| --------- | -------- | ---------- | --------------------- | --------- | -------- | ---------------- | ----------------- |
| 1e etappe | 17 april | Kufstein   | Hungerburg, Innsbruck | Heuvelrit | 145,1 km | Michele Scarponi | Michele Scarponi  |
| 2e etappe | 18 april | Vipiteno   | Innervillgraten       | Heuvelrit | 140,5 km | Rohan Dennis     | Thibaut Pinot     |
| 3e etappe | 19 april | Niederdorf | Villnöß               | Bergrit   | 137,5 km | Geraint Thomas   | Geraint Thomas    |
| 4e etappe | 20 april | Bolzano    | Cles                  | Heuvelrit | 172,1 km | Matteo Montaguti | Geraint Thomas    |
| 5e etappe | 21 april | Smarano    | Trento                | Bergrit   | 192,5 km | Thibaut Pinot    | Geraint Thomas    |

1962 · 1963 · 1964-78 ·1979 · 1980 · 1981 · 1982 · 1983 · 1984 · 1985 · 1986 · 1987 · 1988 · 1989 · 1990 · 1991 · 1992 · 1993 · 1994 · 1995 · 1996 · 1997 · 1998 · 1999 · 2000 · 2001 · 2002 · 2003 · 2004 · 2005 · 2006 · 2007 · 2008 · 2009 · 2010 · 2011 · 2012 · 2013 · 2014 · 2015 · 2016 · 2017 · 2018 · 2019 · 2020 · 2021 · 2022 · 2023 · 2024